# Assateague Island

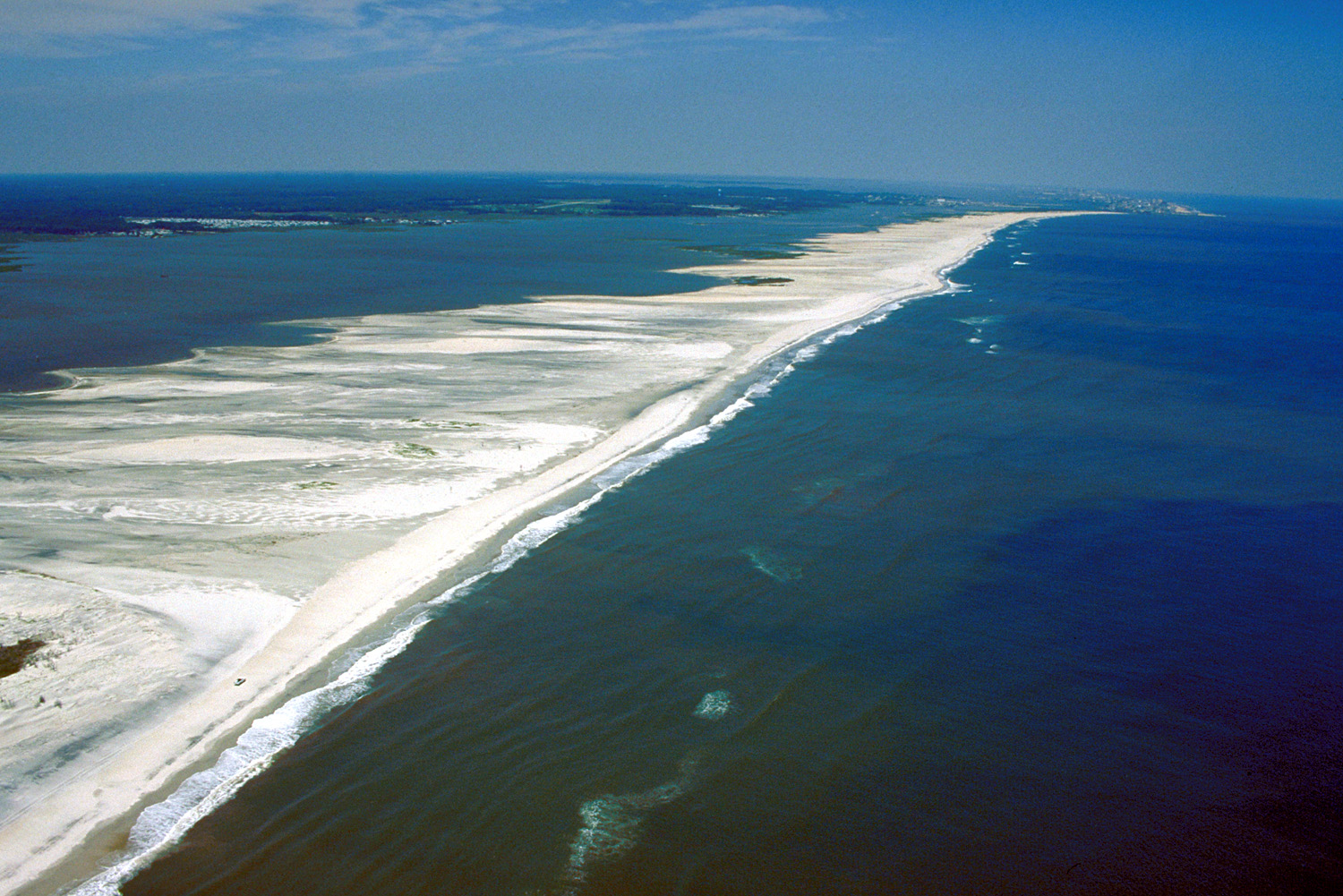
Luftaufnahme von Assateague Island. Ocean City (Maryland) befindet sich am oberen Bildrand. Sicht nach Nord.

Assateague Island ist eine unbewohnte amerikanische Insel in Maryland und Virginia. Die längliche Düneninsel an der Ostküste der Vereinigten Staaten von Amerika ist in Nord-Süd-Richtung 60 km lang. Die Vereinten Nationen haben Assateague Island zum Biosphärenreservat erklärt. Das Innenministerium der Vereinigten Staaten hat die gesamte Insel zum National Natural Landmark erklärt.
Auf der Insel finden sich Marschland, Buchten, Sandstrände und Sandbuchten.
Es gibt drei Naturschutzbehörden auf der Insel, die zuständig sind:
- Maryland (beide IUCN-Kategorie V)
  - Assateague Island National Seashore
  - Assateague State Park (3,2 km²)
- Virginia
  - Chincoteague National Wildlife Refuge, 57 km² (IUCN-Kategorie IV).

Auf der Insel existieren wildlebende Assateague-Ponys (Chincoteague).
Die Grenze zwischen den Bundesstaaten auf der Insel ist durch einen hohen Zaun markiert. Die Freiwillige Feuerwehr Chincoteague Volunteer Fire Department in Chincoteague (Virginia) besitzt die größte Herde der Chincoteague-Ponys auf dem Eiland.

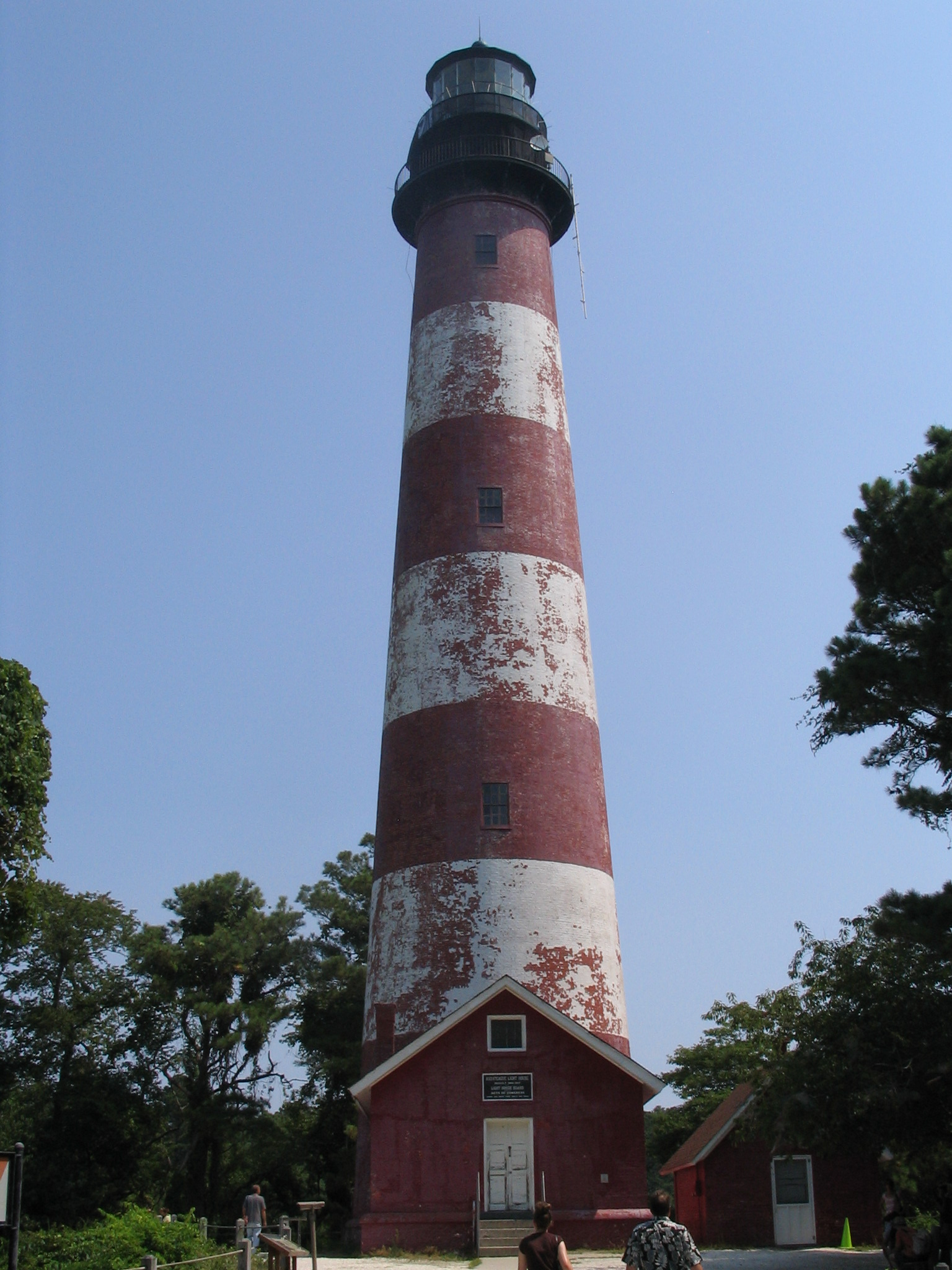
Assateague Lighthouse

An der Virginia Eastern Shore befindet sich der Leuchtturm Assateague Lighthouse aus den 1830er Jahren mit einer Höhe von 43 m am Südende von Assateague Island. Es ist im National Register of Historic Places eingetragen.